# Vibone vetusta
Genre
Espèce
Vibone vetusta, unique représentant du genre Vibone, est une espèce d'opilions eupnois de la famille des Neopilionidae.

## Distribution
Cette espèce est endémique du Cap-Occidental en Afrique du Sud. Elle se rencontre dans la montagne de la Table.

## Description
La femelle holotype mesure 0,96 mm.

## Publication originale
- Kauri, 1961 : « Opiliones. » South African animal life. Results of the Lund University Expedition in 1950-1951, vol. 8, p. 9-197.